# Дефект по Шоттки
Дефе́кт по Шо́ттки — вакансия атома (иона) в кристаллической решётке, один из видов точечных дефектов в кристаллах, от дефекта по Френкелю отличается тем, что его образование не сопровождается возникновением междоузельного атома (иона). Назван по имени В. Шоттки, впервые рассмотревшего дефекты этого сорта.
При нагреве кристаллов образование дефектов может происходить из-за того, что отдельные атомы, располагающиеся вблизи поверхности, в результате теплового движения выходят из объёма на поверхность, а образовавшаяся при этом вакансия затем мигрирует вглубь кристалла. Поскольку образование дефектов Шоттки увеличивает объём кристалла, то, соответственно,  плотность кристалла при этом падает.
Средняя энергия атома в кристалле меньше той, что требуется ему для преодоления потенциального барьера и ухода из равновесного положения. Однако из-за теплового движения всегда имеется некоторое количество атомов с энергией, достаточной для того, чтобы покинуть занимаемые ими узлы решётки. Иначе говоря, на образование дефектов Шоттки затрачивается энергия, и  происходит увеличение внутренней энергии кристалла {\displaystyle U}. С другой стороны, образование дефектов означает, что происходит разупорядочение расположения атомов и, следовательно, увеличение энтропии кристалла {\displaystyle S}. В результате получается, что при данной температуре {\displaystyle T} минимум свободной энергии
{\displaystyle F=U-TS}
достигается при некоторой конечной концентрации дефектов.
Количество дефектов по Шоттки {\displaystyle n}, соответствующее температуре кристалла {\displaystyle T}, можно оценить с помощью формулы
{\displaystyle n\approx N\exp(-\Delta E/kT),}
где {\displaystyle N} — число узлов в кристалле, {\displaystyle \Delta E} — энергия, необходимая для удаления одного иона из узла кристаллической решётки, а {\displaystyle k}  — постоянная Больцмана.
Расчёт показывает, что, например, для меди, где энергия образования дефекта Шоттки меди равна 1 эВ, относительная концентрация вакансий {\displaystyle n/N} при температуре 1000 К составляет ~10-5.
Дефекты по Шоттки обычно преобладают над дефектами по Френкелю в плотноупакованных кристаллах, где образование междоузельных атомов затруднено и требует относительно большой энергии. В частности, они доминируют в чистых щёлочно-галоидных кристаллах. В этих, так же, как и в других ионных кристаллах, электронейтральность обеспечивается тем, что дефекты образуются парами: вместе с вакансией иона с данным знаком заряда возникает и вакансия иона с зарядом противоположного знака.
Дефекты по Шоттки могут оказывать существенное влияние на многие свойства кристаллов и физические процессы в них (плотность, ионная проводимость, оптические свойства, внутреннее трение и т.д.). Так, анионные вакансии, захватившие электрон, формируют центры окраски, селективно поглощающие оптическое излучение в видимой области спектра и тем самым изменяющие окраску кристаллов.